# Schraard
Schraard (Fries: Skraard) is een dorp in de gemeente Súdwest-Fryslân, in de Nederlandse provincie Friesland. Schraard ligt tussen Bolsward en de Afsluitdijk net ten zuiden van de A7. In 2023 telde het dorp 150 inwoners.

## Geschiedenis
Het dorp is op een terp ontstaan, niet ver van de vroegere Marneslenk. De bebouwing volgt niet helemaal de terpstructuur, die een regelmatige en radiale structuur heeft. De hervormde kerk staat niet op de kruin van de terp maar juist aan de zuidwestelijke rand met het koor naar het midden gericht. De westelijke rand was verder vrijwel onbebouwd. De bebouwing concentreerde zich op de oostelijke kant.
In de Middeleeuwen was het dorp een bedevaartsoord wegens het hostiewonder. Van de vermeende bloedende hostie is geen spoor meer te vinden. Schraard was in de achttiende en negentiende eeuw een centrum voor handel in hooi.
De oudste bekende vermelding van het dorp dateert van 1270, toen het vermeld werd als Scadawerth. In 1379 werd het vermeld als Schradawert circa 1404 als Scaedauwerth, in 1482 als Scadawaart en Scadaart en in 1505 als Schraerd.
De plaatsnaam zou kunnen duiden op een bewoonde hoogte (werth) op of bij een afgesneden landsperceel; van het Oudfriese woord skred. Omdat soms de eerste r mist, kan de naam ook afkomstig zijn van het Oudfriese woord skade (schade).
Tot 2011 behoorde Schraard tot de voormalige gemeente Wonseradeel.

## Beschermd dorpsgezicht
Een deel van Schraard is een beschermd dorpsgezicht, een van de beschermde stads- en dorpsgezichten in Friesland.

## Kerken
Het dorp had een tijdje twee kerken. De Gereformeerde kerk is later in een woonhuis veranderd. De oudste kerk is de Hervormde kerk en dateert uit de 13e eeuw. De romanogotische kerk is een eenbeukige kerk met ronde koorsluiting. De vlakopgaande zadeldaktoren dateert uit 12e eeuw en werd bij de bouw van de kerk verhoogd.
De kerk bevat nog een vrij origineel 17e-eeuws interieur. Verder bezit de kerk nog een Aylva herenbank. Ervoor liggen twee grote grafstenen op een grafkelder, van leden uit het Aylva geslacht. En er hangt in de kerk nog een origineel wapenbord van Ulck van Aylva.
De belangrijke rol van de Aylva's met de kerk van Schraard kan verklaard worden uit het feit dat het dorp ook een Aylva State op zijn grondgebied had. Het interieur dateert van 1633 en in dat jaar was Tjaard Epes van Aylva (1588-1647) grietman van Wonseradeel.
De hervormde kerk en het kerkhof zijn de enige twee rijksmonumenten van Schraard.

## Cultuur
Schraard heeft een dorpshuis, De Utwyk, geopend in 1987. In Schraard is een muziekvereniging Excelsior, die in 1922 werd opgericht, en een dorpskrant, Terpnijs.

## Onderwijs
In het dorp stond tot en met het schooljaar 1984/85 een basisschool. Deze moest echter wegens te weinig leerlingen sluiten. Het werd daarna omgebouwd tot dorpshuis, dat in 1987 werd geopend.

## Geboren in Schraard
- Hotse Bartlema (1911-1987), roeier